# Herbert Kohlmaier
Herbert Kohlmaier (* 29. Dezember 1934 in Wien) ist ein österreichischer Politiker (ÖVP).

## Leben und Wirken
Herbert Kohlmaier maturierte 1952 in Laa an der Thaya. Als Dr. juris (1957) arbeitete er als Sozialrechtsexperte in der Arbeiterkammer und Sozialversicherung. Von 1969 bis 1988 war er Abgeordneter zum Nationalrat, von 1971 bis 1975 Generalsekretär der ÖVP, von 1978 bis 1987 Bundesobmann des ÖAAB, der ÖVP-Arbeitnehmerorganisation, und von 1988 bis 1995 Volksanwalt der Republik Österreich. Ehrenamtlich leitete er mehrere Organisationen wie den Österreichischen Familienbund, die Österreichisch-Italienische Gesellschaft, den Versehrtensportverband und die Vereinigung für Medienkultur. Gemeinsam mit Gleichgesinnten, u. a. den ÖVP-Politikern Erhard Busek und Andreas Khol, gründete er 1998 die Reformbewegung „Laieninitiative“ in der katholischen Kirche. Diese Initiative, die von mehr als 13.000 Personen unterstützt wurde, leitete er von 2009 bis 2011 und – nach mehrjähriger Unterbrechung – bis 2016 erneut. Sie forderte eine zeitgemäße Kirche mit aktiver Mitsprache des Kirchenvolkes, ferner die Abschaffung des Pflichtzölibats und die Weihe von Frauen zunächst zu Diakoninnen.
Im Jahr 1957 heiratete er Edith Libanitz. Mit ihr hat er vier Kinder und gemeinsam haben sie sieben Enkel und drei Urenkel.
Seit 1978 ist er Ehrenmitglied der katholischen Studentenverbindung KÖStV Rudolfina Wien im ÖCV.

## Auszeichnungen
- 1973: Großoffizierskreuz des Verdienstordens der Italienischen Republik
- 1977: Großes Goldenes Ehrenzeichen für Verdienste um die Republik Österreich[2]
- 1991: Großes Silbernes Ehrenzeichen am Bande für Verdienste um die Republik Österreich[2]
- Großkreuz des päpstlichen Gregoriusordens (nach vatikanischer Kritik 2010 zurückgegeben[3])
- Großes Goldenes Ehrenzeichen für Verdienste um das Land Wien

## Werke
- Kirchenbefreiung. Reformen, die aus dem Gewissen kommen. Edition Va Bene, Wien u. a. 2011, ISBN 978-3-85167-260-2.
- Sprich weiter zu uns, Rabbuni. Jesu Wort für unsere Zeit (= Editio ecclesia semper reformanda. Bd. 2). Tyrolia-Verlag, Innsbruck u. a. 2008, ISBN 978-3-7022-2939-9.
- Am Ende der Ideologien. Die Hoffnung bleibt. Edition Va Bene, Wien u. a. 2005, ISBN 3-85167-181-3.
- Schwebende Wirklichkeit. Esoterik und Christentum – ein Widerspruch? Eine Denkeinladung. Edition Va Bene, Wien u. a. 2001, ISBN 3-85167-112-0.
- Elegie auf Schwarz. Eine politische Konfession. Edition Va Bene, Wien u. a. 1999, ISBN 3-85167-086-8.
- als Herausgeber: Ungehorsam – Festschrift für Helmut Schüller mit Rotraud Perner, aaptos Verlag Wien 2012, ISBN 978-3-901499-20-3.
- Aus den politischen Tagebüchern H. Kohlmaiers in: Robert Kriechbaumer, Die Ära Kreisky, Böhlau Verlag Wien 2004, ISBN 3-205-77262-8.
- Wie könnte ein Sanierungskonzept für Rom aussehen, in: (H. F. Köck, H. Kohlmaier – Hg.) Gedanken zu Glaube und Zeit, Beiträge vor allem zur Kirchenreform, Nr. 138, 17. Jänner 2015
- Kirchenlust statt Frust – Der mögliche Glaube von morgen. Edition va Bene. Wien u. a. 2017, ISBN 978-3-85167-304-3
- Die neue Kirche – Was Christen heute glauben; NEWCAT, Plattform Verlag 2021, ISBN 978-3-9504954-1-6
- Das versäumte Reich Gottes – Ein Plädoyer für die Nächstenliebe, Plattform Verlag 2023, ISBN 978-3-9505332-7-9
- Die Entwirrung des Christentums - Folgerungen für Glaube und Politik, Plattform Verlag 2025, ISBN 978-3-9505526-3-8